# A Tale of Two Kingdoms
A Tale of Two Kingdoms est un jeu vidéo d'aventure en pointer-et-cliquer développé et édité par Crystal Shard, sorti gratuitement en 2007 sur Windows puis en version commerciale en 2017.

## Accueil
- Adventure Gamers : « un must-play des jeux AGS » (Andrew MacCormack sur la version gratuite)[1]
- Canard PC : 8/10 (Deluxe)[2]